# Amatitlania
Amatitlania — род лучепёрых рыб семейства цихловых из Центральной Америки. Насчитывает 4 вида. Близко родственен родам Archocentrus и Cryptoheros и содержит чернополосую цихлазому, которую раньше относили к Archocentrus. Был описан Juan Schmitter-Soto в 2007 году на базе изучения комплекса Archocentrus.

## Виды
- Чернополосая цихлазома, Amatitlania nigrofasciata Günther, 1867, от Эль-Сальвадора до Гватемалы в сторону Тихого океана в Центральной Америке и от Гондураса до Гватемалы возле Атлантики.
- Amatitlania siquia — гондурасская красно-точечная чёрнополосая цихлида (Honduran Red Point Convict), от Атлантического Гондураса до Коста-Рики
- Amatitlania coatepeque из озера Коатепек (Lake Coatepeque) в Эль-Сальвадоре
- Amatitlania kanna с Атлантического побережья Панамы